# Protosialis mexicana
Protosialis mexicana is een insect uit de familie Sialidae, die tot de orde grootvleugeligen (Megaloptera) behoort. De soort komt voor in Het zuidoosten van Mexico en Panama.